# Edan Diop
Edan Diop (Tours, 28 augustus 2004) is een Frans voetballer die onder contract ligt bij AS Monaco. Tijdens het seizoen 2025/26 wordt hij uitgeleend aan de Belgische eersteklasser Cercle Brugge.

## Clubcarrière
Diop genoot zijn jeugdopleiding bij FC Tours, Chambray FC en AS Monaco. In augustus 2022 ondertekende hij zijn eerste profcontract bij laatstgenoemde club. Op 23 februari 2023 maakte hij zijn officiële debuut in het eerste elftal van de club: in de Europa League-tussenrondewedstrijd tegen Bayer Leverkusen, waarin Monaco na strafschoppen het onderspit moest delven, liet trainer Philippe Clement hem in de 61e minuut invallen voor Chrislain Matsima. Drie dagen later liet Clement hem ook zijn Ligue 1-debuut maken: in de thuiswedstrijd tegen OGC Nice mocht hij bij de rust, toen de 0-3-eindstand al op het scorebord stond, invallen.
In juli 2025 werd bekend dat de middenvelder voor komend seizoen werd uitgeleend aan Cercle Brugge. Daarmaakte hij zijn debuut bij de eerste competitiewedstrijd tegen FCV Dender EH. Hij viel er twintig minuten voor tijd in. 

## Clubstatistieken
| Seizoen         | Club            | Land            | Competitie      | Competitie | Competitie | Beker | Beker | Supercup | Supercup | Europees | Europees | Totaal | Totaal |
| Seizoen         | Club            | Land            | Competitie      | Wed.       | Dlp.       | Wed.  | Dlp.  | Wed.     | Dlp.     | Wed.     | Dlp.     | Wed.   | Dlp.   |
| --------------- | --------------- | --------------- | --------------- | ---------- | ---------- | ----- | ----- | -------- | -------- | -------- | -------- | ------ | ------ |
| 2022/23         | AS Monaco B     | Vlag van Monaco | Ligue 1         | 2          | 0          | 0     | 0     | —        | —        | 1        | 0        | 3      | 0      |
| Carrière totaal | Carrière totaal | Carrière totaal | Carrière totaal | 2          | 0          | 0     | 0     | 0        | 0        | 1        | 0        | 3      | 0      |

Bijgewerkt op 27 maart 2023.

## Privé
- Diop is de jongere broer van profvoetballer Sofiane Diop.[5]